# Нива ГЭС-2
Нива ГЭС-2 (также Нива-2) — гидроэлектростанция на реке Нива около посёлка Нивский Кандалакшского района Мурманской области. Входит в Нивский каскад ГЭС, являясь его второй (средней) ступенью. 
Возможность строительства гидроэлектростанций на Ниве рассматривалась с 1918 года, в том числе и в составе плана ГОЭЛРО. Сооружение Нива ГЭС-2 было начато в 1930 году в связи с началом разработки на Кольском полуострове месторождений апатитовых руд и велось преимущественно силами спецпереселенцев. Первый гидроагрегат был введён в эксплуатацию в 1934 году, станция стала первой гидроэлектростанцией Мурманской области и внесла существенный вклад в промышленное развитие региона. В годы Великой Отечественной войны Нива ГЭС-2 подвергалась бомбардировкам, большая часть оборудования была эвакуирована, но станция продолжала работу. В настоящее время Нива ГЭС-2 (за исключением распределительного устройства) принадлежит ПАО «ТГК-1».

## Конструкция станции
Нива ГЭС-2 представляет собой средненапорную деривационную гидроэлектростанцию с подводящей безнапорной деривацией в виде канала, небольшая часть напора также создается при помощи плотины. Сооружения гидроэлектростанции разделяются на  себя головной узел, деривационный канал и станционный узел. Установленная мощность электростанции — 60 МВт, проектная среднегодовая выработка электроэнергии — 407 млн кВт·ч, фактическая среднегодовая выработка электроэнергии — 423,2 млн кВт·ч.

### Головной узел
Головной узел расположен на 22 километре от устья реки Нива 67°18′31″ с. ш. 32°29′54″ в. д., его функциями является обеспечение забора воды в деривационный канал, создание водохранилища и небольшой части напора для работы гидроагрегатов. Сооружения головного узла включают в себя земляную плотину, левобережную дамбу, водосброс и водоприёмник. Земляная плотина имеет длину 548,5 м, ширину по гребню 22,9 м, ширину по основанию 123,5 м и максимальную высоту 13,5 м. Плотина отсыпана из моренного грунта, на отдельных участка в состав плотины входят также низовой банкет из каменной наброски и заполненные камнем ряжевые перемычки. Откосы плотины закреплены камнем и одерновкой. В плотину уложено 217,5 тысяч м³ грунта. Левобережная дамба имеет длину 51,5 м, ширину по гребню 5 м. Слева к плотине примыкает водосброс, представляющий собой гравитационную железобетонную водосливную плотину длиной 42 м и высотой 8,65 м. Плотина имеет три пролёта шириной по 12 м, оборудованных плоскими затворами. Пропускная способность водосброса при НПУ — 780 м³/с. К водосбросу примыкает водоприёмник, обеспечивающий забор воды в деривационный канал, он представляет собой железобетонный водослив с одним пролётом шириной 12 м, перекрываемым плоским затвором. Пропускная способность водоприёмника при НПУ — 200 м³/с.

### Деривационный канал
Подводящий деривационный канал проходит справа от реки, имеет трапецеидальное сечение, образован выемкой и ограждающими дамбами максимальной высотой 8,6 м и шириной 10-20 м. Для защиты от фильтрации и разрушения откосов канал облицован железобетоном. Длина канала 4440 м, ширина по дну 9—11 м, глубина 6,1—7,64 м. В канал впадает ручей Тентье, сопрягающийся с ним водосбросом максимальной пропускной способностью 20 м³/с. Пропускная способность канала — 200 м³/с.

### Станционный узел
Станционный узел включает в себя напорный бассейн, напорный трубопроводы, здание ГЭС и отводящий канал. Напорный бассейн расположен в конце деривационного канала, включает в себя дамбы, аванкамеру и водоприёмник (здание напорного бассейна). Аванкамера представляет собой расширенный до 28 м по дну участок канала перед водоприёмником. Водоприёмник представляет собой железобетонное сооружение с четырьмя отверстиями для забора воды в напорные трубопроводы, оборудованные плоскими затворами и сороудерживающими решётками. Напорные трубопроводы четырёхниточные, стальные, каждая нитка имеет длину 95,49 м, диаметр 4,04 м и пропускную способность 50 м³/с. Здание ГЭС состоит из главного корпуса, корпуса распределительного устройства, корпуса монтажной площадки и отдельно отстоящего служебного корпуса. В машинном зале здания ГЭС установлены четыре вертикальных гидроагрегата мощностью по 15 МВт. Гидроагрегаты оборудованы радиально-осевыми гидротурбинами РО 45/123М-В-250, работающими на расчётном напоре 36 м, а также гидрогенераторами ВВ-844-187 (3 шт.) и СВ 546/90-32 (1 шт., станционный № 3). Помимо гидроагрегатов, в машинном зале находится мостовой кран грузоподъёмностью 110 т. Отработавшая на турбинах вода сбрасывается в отводящий канал трапецеидального сечения, длиной 125 м и шириной по дну 28—44 м, склоны и дно которого закреплены каменной отмосткой.

### Схема выдачи мощности
С гидрогенераторов электроэнергия на напряжении 10,5 кВ поступает на однофазные силовые трансформаторы (четыре группы), с них — в единую энергосистему через принадлежащее ПАО «Россети Северо-Запад» открытое распределительное устройство (ОРУ) 110 кВ по четырём линиям электропередачи:
- ВЛ 110 кВ Нива ГЭС-2 — Нива ГЭС-3, две цепи (Л-103, Л-104);
- ВЛ 110 кВ Нива ГЭС-2 — Нива ГЭС-1, две цепи (Л-101, Л-102).

### Водохранилище
Напорные сооружения ГЭС образуют Пинозерское водохранилище, включающее в себя Пинозеро. Площадь водохранилища при нормальном подпорном уровне 17,6 км², длина 14,5 км, максимальная ширина 3 км, максимальная глубина 30 м. Полная и полезная ёмкость водохранилища составляет 79 и 36 млн м³ соответственно, что позволяет осуществлять суточное и недельное регулирование стока (водохранилище обеспечивает покрытие гидроэлектростанцией пиков потребления в энергосистеме в течение суток и недели). Отметка нормального подпорного уровня водохранилища (совпадает с отметкой форсированного подпорного уровня) составляет 114,35 м над уровнем моря (по Балтийской системе высот), отметка уровня мёртвого объёма — 111,65 м.
- Сооружения и оборудование Нива ГЭС-2
- Деривационный канал
- Напорные трубопроводы и водоприёмник
- Здание ГЭС со стороны нижнего бьефа
- Машинный зал
- Пульт управления станцией

## Последствия строительства станции
После ввода в эксплуатацию Нива ГЭС-2 стала основным источником электроэнергии для горно-обогатительного комбината, разрабатывающего расположенные в Хибинах месторождения апатито-нефелиновых руд. Также работа станции позволила начать электрификацию Кировской железной дороги. Вместе с другими гидроэлектростанциями Нивского каскада Нива ГЭС-2 обеспечивает энергоснабжение Кандалакшского алюминиевого завода. Плотина Нива ГЭС-2, не оборудованная рыбоходом, стала препятствием для прохода на нерест сёмги, в результате популяция этой рыбы в реке практически полностью исчезла. Для компенсации ущерба рыбному хозяйству, нанесённого созданием Нивского каскада, в 1957 году был построен Кандалакшский экспериментальный лососёвый завод, осуществляющий разведение и выпуск молоди сёмги.

## Строительство
Первые работы по исследованию гидроэнергетического потенциала реки Нивы были проведены «Партией по исследованию водных сил Севера России» в 1918—1919 годах. Схема гидроэнергетического использования реки путём строительства каскада ГЭС из трёх ступеней была составлена в 1918 году. В плане ГОЭЛРО рассматривалось возможность создания на Ниве каскада из трёх гидроэлектростанций: Нива-1 мощностью 40 МВт, Нива-2 мощностью 92 МВт и Нива-3 мощностью 120 МВт. Окончательно схема гидроэнергетического использования Нивы была утверждена в 1930 году. В качестве первоочередной станции была выбрана средняя ступень, для проектирования которой в составе института «Ленгидропроект» (на тот момент носившего название Ленинградского отделения треста «Энергострой») была создана рабочая группа под руководством Н. С. Котлярова, позднее ставшего главным инженером проекта станции.
Строительство Нива ГЭС-2 было связано с созданием предприятия по добыче апатитовых руд, для которого станция являлась основным источником электроэнергии. Сооружение станции было санкционировано постановлением ВСНХ СССР 29 мая 1930 года, для строительства ГЭС был создан трест «Нивастрой». Первые строители прибыли на площадку станции в сентябре 1930 года, к началу декабря того же года на стройке работало около 200 человек. В конце года возведение Нива ГЭС-2 было объявлено ударной стройкой. Основной рабочей силой на сооружении станции являлись спецпереселенцы (высланные из мест проживания вместе с семьями раскулаченные крестьяне), которые начали прибывать с конца 1930 года, также на строительстве использовался труд заключённых. Площадка строительства представляла собой совершенно необжитую местность — болото, покрытое лесом, поэтому первоочередной задачей строителей стало возведение жилья. В короткие сроки был построен посёлок Нивастрой (Нивский), в котором проживало около 10 тысяч человек. По состоянию на 1 октября 1931 года станцию и посёлок возводили более 4 тысяч человек, из них 1909 человек по найму и 2505 спецпереселенцев.
В 1932 году было перекрыто русло реки Нивы, однако ошибки при проектировании и авария в июне 1932 года вызвали задержки в строительстве. Наиболее интенсивно строительные работы велись в 1933 году, когда было выполнено более половины их объёма. На пике строительства в нём принимали участие до 34 тысяч человек. К концу 1933 года большая часть сооружений станции была построена, начался монтаж оборудования, основной объём которого был выполнен в первой половине 1934 года. Первый гидроагрегат Нива ГЭС-2 был пущен 30 июня 1934 года, второй — 30 мая 1935 года, третий — 11 апреля 1937 года, четвёртый — в 1938 году. В 1936 году в рамках проекта станции было возведено регулирующее сооружение в истоке озера Имандра, превратившее его в водохранилище; позднее оно вошло в состав сооружений Нива ГЭС-1. В октябре 1938 Нива ГЭС-2 была принята государственной комиссией в промышленную эксплуатацию. В ходе строительства в тяжёлых природно-климатических условиях была произведена выемка 1354 тыс. м³ мягкого грунта и 61 тыс. м³ скального грунта, насыпь 283 тыс. м³ мягкого грунта, уложено 117 тыс. м³ каменной наброски, а также 74 тыс. м³ бетона и железобетона, смонтировано 3500 т металлоконструкций и механизмов. Общая стоимость строительства станции в ценах 1936 года составила 141,7 млн рублей. Одновременно со станцией были построены первые в Заполярье линии электропередач напряжением 110 кВ, соединившие станцию с городами Кировском (в 1931 году) и Кандалакшей (в 1935 году).
- Строительство Нива ГЭС-2
- Земляные работы на отводящем канале, 1932 год
- Монтаж напорного трубопровода, 1934 год
- Строительство головного узла, 1934 год
- Строительство станции на рисунке Генриха Фогелера, 1933-1934 годы

## Эксплуатация
В 1941 году Нива ГЭС‑2 и Нижне-Туломская ГЭС были соединены линией электропередач напряжением 110 кВ и переведены на параллельную работу. После начала Великой Отечественной войны, в 1941 году три из четырёх гидроагрегатов Нива ГЭС-2 были эвакуированы в Узбекистан, где один из них был смонтирован на Актепинской ГЭС Чирчик-Бозсуйского каскада. С сентября 1941 года станция неоднократно подвергалась бомбардировкам, 26 декабря 1941 года одна из бомб попала в здание ГЭС, нанеся существенные повреждения и вызвав пожар. Тем не менее, единственный оставшийся гидроагрегат, укрытый сооруженным шалашом из досок и толя, продолжал работать, обеспечивая электроэнергией железную дорогу и промышленные предприятия. В 1944 году демонтированное оборудование (за исключением одного гидроагрегата, который пришлось изготавливать заново) было возвращено на станцию, и в 1945—1946 годах Нива ГЭС-2 была восстановлена.
В ходе эксплуатации станция неоднократно модернизировалась. В 1989 году деревянные напорные трубопроводы были заменены на металлические. В 1990-х годах были заменены гидротурбины, в 2003—2007 годах — силовые трансформаторы. Также были заменены обмотки статоров генераторов и гидромеханическое оборудование водоприёмника. Поскольку пропускная способность гидроагрегатов Нива ГЭС-2 меньше пропускной способности вышерасположенной Нива ГЭС-1 и нижележащей Нива ГЭС-3, предлагались проекты увеличения мощности станции путём монтажа ещё одного гидроагрегата мощностью 18,75 МВт. Также предложен проект полной реконструкции Нива ГЭС-2 с трансформацией её в станцию плотинного типа, с сооружением новых каменно-набросной плотины и здания ГЭС, при этом мощность станции может быть увеличена до 90 МВт, а выработка электроэнергии — до 500 млн кВт·ч.
С 1936 года Нива ГЭС-2 входила в состав Кольско-Карельского районного энергетического управления «Колэнерго», сначала как отдельное предприятие, а с 1954 года — как часть вновь образованного Каскада Нивских ГЭС. 1988 году районное энергетическое управление было преобразовано в производственное объединение энергетики и электрификации «Колэнерго», а в 1993 году в ОАО «Колэнерго». В 2005 году в рамках реформы РАО «ЕЭС России» гидроэлектростанции Мурманской области, в том числе и Нива ГЭС-2 (за исключением распределительного устройства), были выделены из состава «Колэнерго» и переданы в состав ПАО «ТГК-1». Организационно станция входит в Кольский филиал компании, структурное подразделение Каскад Нивских ГЭС.